# Natchnienie biblijne

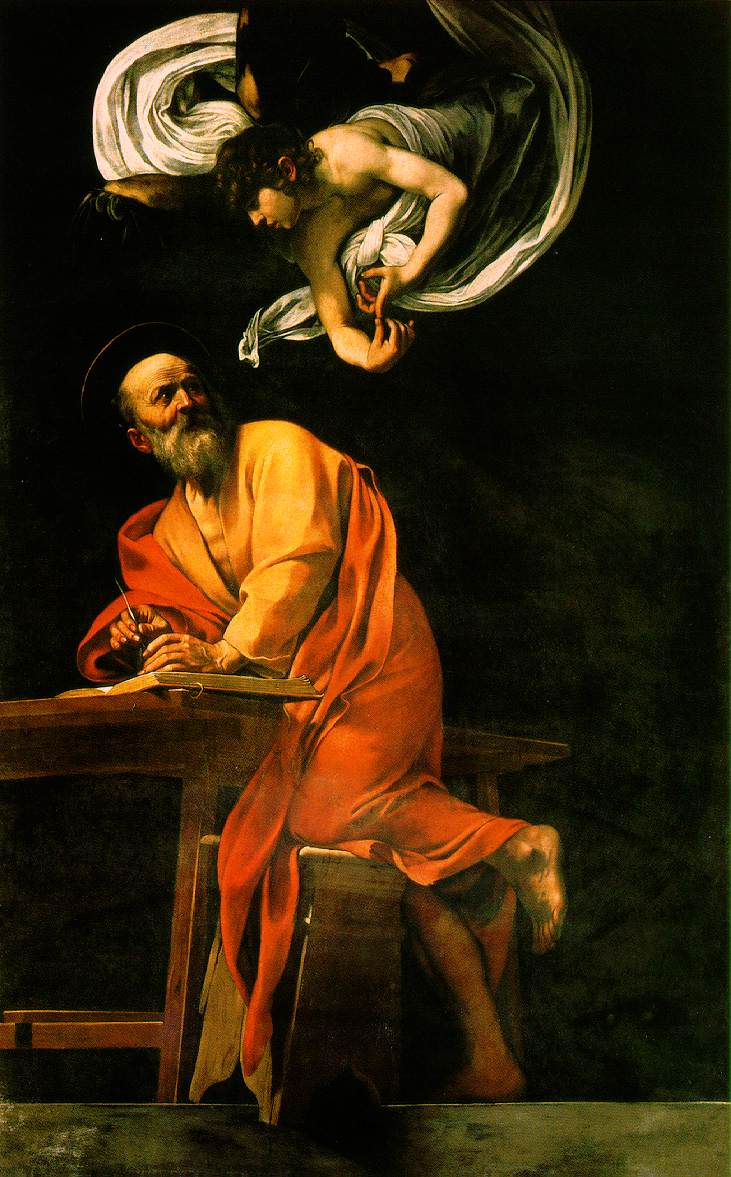
Tradycyjne przedstawienie "natchnienia" Pisma Świętego: anioł dyktuje św. Mateuszowi, co ten ma napisać w Ewangelii.(Michelangelo Merisi da Caravaggio, Natchnienie św. Mateusza)

Natchnienie biblijne – na gruncie chrześcijańskim pojęcie objaśniające autorstwo Biblii. Od czasów apostolskich chrześcijanie wierzą, że Biblia nie jest jedynie dziełem człowieka, ale że istotny udział w jej powstaniu miał sam Bóg. Poszczególne wyznania i środowiska chrześcijańskie różnią się w szczegółowych określeniach tego, co to dla nich oznacza. Od przyjęcia faktu, że dana księga Biblii jest natchniona czy nie, zależy czy dane wyznanie chrześcijańskie zalicza ją do kanonu Pisma Świętego.

## W Biblii
Jednym z częściej cytowanych tekstów nowotestamentalnych na temat natchnienia biblijnego jest następujący fragment z Drugiego Listu św. Piotra:

To przede wszystkim miejcie na uwadze, że żadne proroctwo Pisma nie jest dla prywatnego wyjaśnienia.
Nie z woli bowiem ludzkiej zostało kiedyś przyniesione proroctwo, ale kierowani Duchem Świętym mówili [od Boga] święci ludzie (2 P 1,2-21).

Piotr przypisał tu tekstom biblijnym charakter prorocki. Apostoł rozumiał, że Bóg kierował tymi, którzy spisali „proroctwo Pisma”, podobnie jak przez swojego Ducha kierował prorokami w Starym Testamencie (por. Za 7,12, 1 P 1,11). Jak podkreśla komentarz Biblii jerozolimskiej, w nauczaniu biblijnym wyróżnia się różne stopnie prorockiej ekstazy (por. 1 Kor 14,2; 2 Kor 5,13;12,4, jednak natchnienie prorockie w Biblii nie zawsze przebiegało zgodnie z potocznymi wyobrażeniami judaizmu i myśli greckiej o „szale”, ekstazie, w której umysł proroka zastępowało boskie słowo. Wskazują na to różne style literackie używane przez biblijnych proroków. Posługiwali się oni swoimi umiejętnościami i słownictwem (por. 1 P 1,10-12, 1 Kor 7,40; 14,1-2.14-19). Natchnienie jest tu rozumiane w tym sensie, że pomoc Ducha Świętego zapewniała im ochronę przed błędem w odróżnieniu od fałszywych proroków, którzy podobnie jak „fałszywi nauczyciele... wprowadzą wśród was zgubne herezje” (2 P 2,1).
Inne fragmenty mówiące na ten temat: 2 Tm;3,16-17; 1 Tes 2,13;Hbr 1,1;J 16,13. 

## W nauczaniu Ojców Kościoła
Autorytet biblijnych pism potwierdzony i rozwijany jest w pismach wielu Ojców Kościoła, takich jak: Justyn, Jan Chryzostom czy Hieronim. Jednym z podstawowych dzieł Augustyna z Hippony na temat natchnienia Pisma świętego i jego interpretacji jest O nauce chrześcijańskiej (De doctrina christiana). Augustyn zwraca tam uwagę, na potrzebę znajomości ludzkich zasad interpretacji Biblii, nauczanych w Kościele, żeby móc zrozumieć te miejsca, które są niejasne. Według biskupa Hippony, wobec pokusy liczenia wyłącznie na oświecającą łaskę Boga, używanie ludzkiej wiedzy, jest czymś zwyczajnym i jest kwestią pokory.
Podstawowa zasada sformułowana przez Augustyna głosiła, że wiedza, którą dostarcza natchniony tekst biblijny nie może być sprzeczna z danymi dostarczanymi przez nauki czerpiące z doświadczenia, np. przyrodnicze czy matematyczne. Podejście to docenił jeden z luminarzy epoki Odrodzenia Galileusz. Szacunek biskupa Hippony dla danych nauk ścisłych - choć teologia była dla niego pierwszą z nauk - pokazuje następujący fragment. Augustyn komentuje w nim dwa źródła wiedzy na temat budowy sklepienia niebieskiego - Pismo święte i wiedzę astronomów:

Lecz spyta się jednak ktoś, czy tym, którzy przypisują niebu postać sfery, nie sprzeciwia się nasze Pismo, w którym napisano:«niebo rozpostarłeś jak namiot» (Ps 104,2 )? Oczywiście, że może się to sprzeciwiać, jeśli to, co oni mówią, jest błędne; albowiem raczej prawdą jest to, co twierdzi boski autorytet, niż hipotezy stawiane przez ludzką słabość. Ale gdyby potrafili wykazać to, tak przekonującymi dowodami, że nie byłoby tu żadnej wątpliwości, wtedy należy pokazać, iż to, co powiedziano o namiocie nie sprzeciwia się tym ich prawdziwym racjom. Inaczej sprzeciwiałoby się temu także samo nasze Pismo, które w innym miejscu powiada, że niebo jest zawieszone niczym sklepienie (Iz 40,22, za LXX). Cóż bowiem jest bardziej przeciwstawnego, niż rozciągnięta płasko skóra namiotowa i wypukły kształt sklepienia.

## Interpretacja katolicka
Współczesne oficjalne nauczanie Kościoła katolickiego na temat natchnienia biblijnego i jego interpretacji kształtowało się od XIX w. równolegle z rozwojem tzw. krytyki biblijnej, czyli badań nad historią biblijną, rodzajami literackimi, analizą historyczną oraz krytyką tekstualną.

### Przedsoborowe encykliki papieskie
18 listopada 1893 r. papież Leon XIII wydał encyklikę Providentissimus Deus na ten temat. Jak podkreślił Benedykt XVI, dokument Leona XIII był obroną interpretacji Biblii przed błędnym podejściem ze strony uczonych z nurtu racjonalistycznego, ostrzegał przed stereotypami, wyprowadzającymi naukę poza jej zakres, ale nie przed samymi badaniami historycznymi – był do nich pozytywnie nastawiony. Pięćdziesiąt lat później, w 1942 roku papież Pius XII wydał encyklikę Divino afflante Spiritu (30 września 1943), która broniła egzegezy przed zwolennikami tzw. egzegezy mistycznej, odrzucającej przydatność nauk szczegółowych w badaniach nad rozumieniem Pisma świętego.

### Dogmatyczna konstytucja Soboru watykańskiego II «Dei Verbum»
Konstytucja Dei Verbum (18 listopada 1965 r.) Soboru watykańskiego II wyjaśniła podstawy katolickiego rozumienia natchnienia biblijnego i jego interpretacji. Według nauczania dokumentu w n.7, księgi biblijne Nowego Testamentu były częścią procesu przekazywania Objawienia Bożego: 
1. Zaczął się on od Chrystusa, „w którym całe objawienie Boga najwyższego znajduje swe dopełnienie (por. 2 Kor 1,3, 3,16-4,6)”.
2. Chrystus przekazał je następnie apostołom, którzy urzeczywistniali je „nauczaniem ustnym, przykładami i instytucjami”, przy pomocy Ducha Świętego.
3. Po jakimś czasie, niektórzy „apostołowie i mężowie apostolscy... wspierani natchnieniem tegoż Ducha Świętego, na piśmie utrwalili wieść o zbawieniu”.
4. Aby nauczanie apostolskie trwało „apostołowie zostawili biskupów jako następców swoich «przekazując im swoje stanowisko nauczycielskie»”.

Pisma nowo testamentalne (3) są więc zapisem tego, co działo się wcześniej, (1) i (2), w życiu wspólnot kościelnych i towarzyszą przekazywanej na żywo przez biskupów (4) tradycji kościelnej.
W n. 11 Konstytucji podkreślono, że proces spisywania dokonywał się pod natchnieniem Ducha Świętego (por. J 20,31, 2 Tm 3,16, 2 P 1,19-21, 3,15-16), dlatego „księgi tak Starego, jak Nowego Testamentu w całości... Boga mają za autora”. Oznacza to, że autorzy poszczególnych części Pisma świętego, „przekazali na piśmie to wszystko i tylko to, co On chciał”. Dlatego „wszystko, co twierdzą autorowie natchnieni, czyli hagiografowie, winno być uważane za stwierdzone przez Ducha Świętego”. 
W n. 12 Konstytucji Ojcowie soborowi podkreślili, że Pismo święte ma podwójne autorstwo, gdyż Bóg „przemawiał przez ludzi, na sposób ludzki”. Dlatego dla zrozumienia Bożego przesłania zawartego w Piśmie świętym konieczne jest właściwe odczytanie prawdziwej intencji autora ludzkiego. Dokument stwierdza:

Celem odszukania intencji hagiografów należy między innymi uwzględnić również "rodzaje literackie". Całkiem inaczej bowiem ujmuje się i wyraża prawdę w tekstach historycznych rozmaitego typu, czy prorockich, czy w poetyckich, czy innego rodzaju literackiego. Musi więc komentator szukać sensu, jaki hagiograf w określonych okolicznościach, w warunkach swego czasu i swej kultury zamierzał wyrazić i rzeczywiście wyraził za pomocą rodzajów literackich, których w owym czasie używano (Dei Verbum 12).

### Katechizm Kościoła Katolickiego
Opublikowany w 1992 r. Katechizm Kościoła Katolickiego omówił natchnienie biblijne w nn. 101-133. Będący owocem odnowy teologii dokonanej przez Sobór watykański II, Katechizm podkreśla, że Pismo święte jest tak naprawdę jednym Słowem Boga (KKK 102). Tekst biblijny jest znakiem, środkiem, którym Chrystus posługuje się by mówić do ludzi. Z tego wypływa postawa chrześcijan wobec Biblii. Katechizm stwierdza: „Kościół zawsze czcił Pismo święte, podobnie jak czci Ciało Pana (KKK 103)”. W odniesieniu do natchnienia Pisma świętego, Katechizm obszernie cytuje Konstytucję soborową Dei Verbum. Wskazuje różnicę między tekstem pisanym i Tym, o którym ów tekst mówi, Słowem-Osobą. Pismo jest jedynie pomocą w spotkaniu Chrystusa w życiu:

Wiara chrześcijańska nie jest jednak "religią Księgi". Chrześcijaństwo jest religią "Słowa" Bożego: "Słowa nie spisanego, lecz Słowa Wcielonego i żywego" (KKK 108).

### «Verbum Domini» Benedykta XVI
Adhortacja Verbum Domini (30 września 2010 r.) Benedykta XVI została napisana po XII zgromadzeniu Synodu poświęconym Słowu Bożemu, który się odbył w Rzymie w październiku 2008 r. Papież ukazał w niej teologiczną logikę natchnienia Nowego Testamentu. Zgodnie z nauczaniem biblijnym i Ojców Kościoła, istnieje nierozdzielna jedność między czynami Jezusa Chrystusa-Syna i misją Ducha Świętego. Ireneusz z Lyonu nazwał ich „dwiema rękami Ojca”. O tej jedności świadczą następujące teksty biblijne: Mt 1, 18; Łk 1, 35; Mt 3, 16; Łk 10, 21; Hbr 9, 14. A pod koniec swojej misji Jezus z kolei posłał swych uczniów, aby kontynuowali jego dzieło i równocześnie, jako owoc „daru ze swego życia”, posłał im Ducha Świętego (por. J 16,7 J 20,21-22). Duch Święty miał wspomagać uczniów i prowadzić ich do prawdy (por. J 14,26; 15,26). Duch Święty rzeczywiście zstąpił w Pięćdziesiątnicy (por. Dz 2,1-4). Ta jedność misji Jezusa i chrześcijan z misją Ducha Świętego tłumaczy natchnienie nowo testamentalnych pism chrześcijańskich: 

Tak więc słowo Boże wyraża się ludzkimi słowami dzięki działaniu Ducha Świętego. Misja Syna oraz misja Ducha Świętego są nierozłączne i stanowią jedyną ekonomię zbawienia. Ten sam Duch, który działa we wcieleniu Słowa w łonie Dziewicy Maryi, kieruje także Jezusem podczas całej Jego misji i zostaje obiecany uczniom. Ten sam Duch, który mówił przez proroków, wspiera i inspiruje Kościół w dziele głoszenia słowa Bożego i w przepowiadaniu Apostołów; ostatecznie to ten sam Duch, który natchnął autorów świętych Pism. (VD 15)

W adhortacji papież podkreślił też, że hermeneutyka Pisma świętego, właściwe jego odczytanie, dostrzeżenie jego natchnionego charakteru może się dokonywać tylko w wierze Kościoła. Życie Kościoła jest niezbędnym wewnętrznym kryterium właściwej interpretacji. Papież zacytował wypowiedź Papieskiej Komisji Biblijnej z 1993 r.:

Tradycje wiary kształtowały środowisko życia, którego częścią stała się działalność pisarska autorów Pisma świętego. Była ona powiązana również z uczestnictwem w życiu liturgicznym i w działalności zewnętrznej wspólnot, w ich świecie duchowym, w ich kulturze, a także w ich złożonych dziejach historycznych. Dlatego również interpretacja Pisma świętego wymaga od egzegetów wczuwania się w pełni w życie i wiarę wspólnoty wierzącej ich czasów” (Verbum Domini 29)

Benedykt XVI dostrzegł pozytywne owoce stosowania metod egzegezy historyczno-krytycznej oraz „innych metod analizy tekstu”. Są one konieczne ze względu na „realizm wcielenia”. Zwrócił też uwagę, że „do zdrowej tradycji kościelnej zawsze należało umiłowanie studium «litery»”(Verbum Domini 32). Papież podkreślił też, za Konstytucją soborową Dei Verbum, że konieczne jest rzetelne wniknięcie w znaczenie zamierzone przez ludzkich autorów biblijnych („hagiografów”). W n. 34 adhortacji papież zwrócił uwagę na trzy punkty ważne dla owocnej krytyki biblijnej tekstu natchnionego, o których mówiła Konstytucja soborowa Dei Verbum 12:
1. Pismo stanowi jedną całość (egzegeza kanoniczna)
2. trzeba uwzględnić żywą Tradycję całego Kościoła
3. należy stosować analogię wiary.

### Natchnienie a ludzkie autorstwo Biblii
Bezpośrednio natchniony jest tekst oryginalny, który wyszedł spod ręki pisarza biblijnego. Tłumaczenia natomiast na inne języki o tyle są natchnione, o ile wiernie oddają tekst oryginalny.
Biblia jest księgą bosko-ludzka i zawiera słowo Boże wypowiedziane przez człowieka, dzięki czemu jest to słowo całkowicie Boże i całkowicie ludzkie, to znaczy pochodzi od człowieka, jako przyczyny narzędnej (causa instrumentalis), obdarzonej wolną wolą, i od Boga, jako przyczyny głównej (causa principalis). Biblia jest orędziem Boga przekazanym ludziom w ludzkim języku, w konkretnych także okolicznościach ludzkiego życia, a także możliwościach rozumienia. 
Rozwój nauk ścisłych był okazją do przemyślenia dawnych ujęć interpretacyjnych. Nowe ujęcie bezbłędności biblijnej – prawdy zbawczej ułatwia właściwe rozumienie tekstów biblijnych mówiących o budowie świata i prawach przyrody. W świetle nowego ujęcia uznano, że można inaczej, w sposób dojrzalszy spojrzeć na te problemy. Jeśli autorem Biblii oprócz Boga jest także człowiek (z wszystkimi uwarunkowaniami i okolicznościami swojego życia), to oznacza, że Bóg mógł się posługiwać także tymi ograniczonymi możliwościami ludzkiego poznania i wiedzy, by przekazać głębsze i istotne prawdy; tzn. że Bóg używał na przestrzeni wieków „języka” (w szerokim tego słowa znaczeniu), który człowiek był w stanie zrozumieć. Dlatego interpretacja katolicka zgadza się na uznanie błędów w treści Pisma Świętego na płaszczyźnie nauk historycznych czy przyrodniczych. To właśnie nauki biblijne mają prowadzić to lepszego rozumienia tego, w jakim kontekście, a w konsekwencji, w jaki sposób Bóg przemawiał do człowieka. 

Synteza katolickiej nauki o natchnieniu zawarta jest w Konstytucji o Objawieniu Bożym Dei Verbum Soboru Watykańskiego II: 
„Prawdy przez Boga objawione, które są zawarte i wyrażone w Piśmie świętym, spisane zostały pod natchnieniem Ducha Świętego. Albowiem święta Matka - Kościół uważa na podstawie wiary apostolskiej Księgi tak Starego, jak Nowego Testamentu w całości, ze wszystkimi ich częściami, za święte i kanoniczne dlatego, że spisane pod natchnieniem Ducha Świętego (por. J 20,31; 2 Tm 3,16; 2 P 1, 19-21; 3,15-16) Boga mają za autora i jako takie zostały Kościołowi przekazane. Do sporządzenia Ksiąg świętych wybrał Bóg ludzi, którymi jako używającymi własnych zdolności i sił posłużył się, aby przy Jego działaniu w nich i przez nich, jako prawdziwi autorzy przekazali na piśmie to wszystko i tylko to, co On chciał”.

## Interpretacja protestancka
W protestantyzmie występują zasadniczo dwa poglądy dotyczące natchnienia Biblii. Jedno można określić mianem koncepcji natchnienia myśli, drugie koncepcją natchnienia werbalnego (opowiadają się za nią m.in. luteranie wyznający).
Natchnienie werbalne zakłada, że Duch Święty w sposób bezpośredni kierował doborem poszczególnych słów przez biblijnych pisarzy, uwzględniając jednak wszelkie aspekty ich człowieczeństwa, w tym styl, indywidualność, czy sposób wyrazu.
Koncepcja natchnienia myśli (uznawana m.in. przez adwentystów dnia siódmego) zakłada natomiast, iż otrzymane od Boga objawienie zostało spisane przez autora jego własnymi słowami. Nie wyklucza to jednak suwerenności Boga w udzielaniu swojego Objawienia ani nie przeczy to nieomylności Biblii, zgodnie z przekonaniem, iż w procesie natchnienia Duch Święty czuwał, aby używane przez pisarza słowa poprawnie wyrażały przekazaną w objawieniu myśl. To podejście jest bardzo bliskie współczesnej interpretacji katolickiej.

## Interpretacja Świadków Jehowy
Świadkowie Jehowy za jedynego autora Pisma Świętego uważają Jehowę Boga, który do jej stworzenia posłużył się około czterdziestoma osobami, a natchnienie Boże Pisma Świętego polegało na poddawaniu odpowiednich myśli pisarzowi, który albo spisywał je dosłownie, albo, niekiedy, nadawał im osobisty, wynikający z jego charakteru, kształt. Uważają, że Bóg ‛tchnął’ na wiernych ludzi swego ducha – swą czynną siłę – by pod jego wpływem spisali to, co chciał utrwalić (2 Pt 1:21; Jn 20:21, 22, 2 Tm 3:16). W efekcie tej pracy powstały księgi, które według Świadków Jehowy w sposób idealny i zrozumiały oddają to co Jehowa chciał przekazać ludziom i zawsze dają się właściwie przetłumaczyć na każdy język. Uważają, że wyłącznie Hebrajczycy byli pisarzami, którzy stworzyli księgi Pisma Świętego, a każda księga została spisana przez osobę, którą tradycja wymienia jako jej autora i w takim kształcie, w jakim je obecnie posiadamy. Uważają, że spisywanie oraz kompletowanie tekstów Pisma Świętego trwało około 1610 lat. Początek tego procesu rozpoczął się w momencie spisania przez Mojżesza księgi Rodzaju w roku 1513 p.n.e., a następnie trwał on, z różną intensywnością i przerwą w latach 443 p.n.e. – 41 n.e., do chwili ukończenia przez Jana ostatniego ze swoich trzech listów około roku 98 n.e.

## Zarzuty wobec rozumienia natchnienia biblijnego
Pojęcie natchnienia było w ciągu wieków krytykowane z pozycji racjonalistycznych. Jednym z przykładów autorów piszących w starożytności był żyjący w II w n.e. w Rzymie Celsus. W zaginionym dzisiaj dziele Prawdziwe słowo, twierdził, że chrześcijanie w sposób sztuczny i stronniczy nadają autorytet swoim pismom, tak naprawdę będą oszustami. Polemikę z nim prowadził Orygenes w dziele Przeciw Celsusowi.
Począwszy od epoki nowożytnej, pojęcie natchnienia biblijnego spotykało się z różnego rodzaju krytyką ze strony autorów nurtu racjonalizmu światopoglądowego. Podstawowym motywem było przeciwstawienie refleksji rozumowej (racjonalności), światłu duchowemu płynącemu z obcowania przez wiarę z Bogiem. Było to zaprzeczenie przekonaniu – tak silnemu w średniowieczu – że rozum ludzki jest wspierany przez nadprzyrodzone światło udzielane przez Boga.
Krytyka natchnienia biblijnego dotyczyła także tych miejsc Biblii, tradycyjnie dosłownie rozumianych, które zostały podważone przez różne odkrycia naukowe. Do najbardziej spornych tematów należały: geocentryzm (Galileusz) oraz kreacjonizm (Karol Darwin, Richard Simon). Rozwój nauk ścisłych i przyrodniczych w epoce nowożytnej, przede wszystkim astronomii, paleontologii, odkrycia archeologiczne i historyczne ukazały, że odkrywano coraz to więcej błędów dotyczących faktów naturalnych, co stawiało pod znakiem zapytania natchnienie biblijne jako źródło nieomylności tekstu.